# Ford 999
Ford 999 – wyścigowy samochód osobowy wyprodukowany przez amerykańskie przedsiębiorstwo motoryzacyjne Ford Motor Company w roku 1902. Samochód ten powstał jedynie w dwóch egzemplarzach.
Pojazd ten jest wynikiem zamiłowania Henry’ego Forda do wyścigów. Pozbawiony nadwozia, jedynie z siedzeniem dla kierowcy zamontowanym za ogromnym silnikiem o pojemności 18,8 l, który osadzony był na drewnianym nadwoziu.
Pierwszy egzemplarz tego samochodu pomalowano na czerwono, drugi zaś – skonstruowany w tym samym czasie, i nazywany „Strzałą” – na żółto.

## Dane techniczne Ford 999

### Silnik
- S4 18 800 cm³[1]
- Układ zasilania: b.d.
- Średnica cylindra × skok tłoka: b.d.
- Stopień sprężania: b.d.
- Moc maksymalna: 70 KM (51 kW)[1]
- Maksymalny moment obrotowy: b.d.

### Osiągi
- Przyspieszenie 0–80 km/h: b.d.
- Przyspieszenie 0–100 km/h: b.d.
- Prędkość maksymalna: 147 km/h[1]